# Carlos Lobos
Carlos Alberto Lobos Ubilla (Santiago, 21 febbraio 1997) è un calciatore cileno, centrocampista del Dep. La Serena.

## Palmarès

### Club

#### Competizioni nazionali
- Campionato cileno: 2

Universidad Católica: 2018, 2019
- Supercopa de Chile: 1

Universidad Católica: 2019